# Crichton Collegiate Church

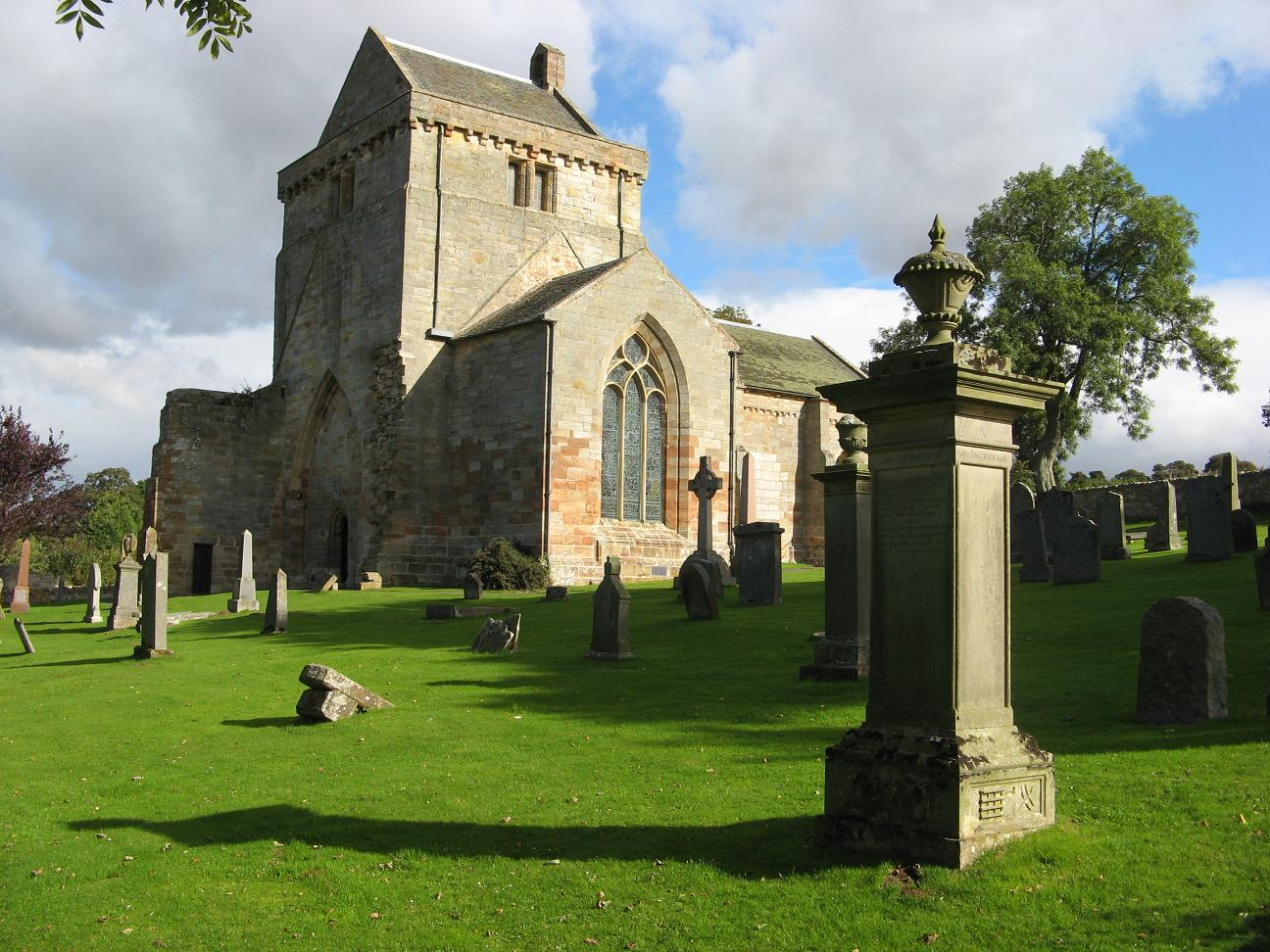
Crichton Collegiate Church

Die Crichton Collegiate Church, auch Crichton Parish Church oder Crichton Kirk, ist ein nicht konfessionsgebundenes Kirchengebäude nahe der schottischen Ortschaft Crichton in der Council Area Midlothian. 1971 wurde das Bauwerk in die schottischen Denkmallisten in der höchsten Kategorie A aufgenommen. In der Kirche werden unregelmäßig Gottesdienste abgehalten.

## Geschichte
William Crichton, 1. Lord Crichton, zu dieser Zeit Lordkanzler von Schottland, initiierte in den 1440er Jahren den Bau der Kirche, die schließlich 1449 fertiggestellt wurde. Möglicherweise existierte am selben Standort zuvor eine Kapelle. Im Zuge der Schottischen Reformation wurden sämtliche Heiligendarstellungen in der Stiftskirche entfernt. Bilder, Wandteppiche, Statuen sowie die Maßwerke mit Bleiglasfenster wurden hierbei zerstört und das Gebäude unbenutzbar.
Im Jahre 1641 wurde das Gebäude dann teilweise restauriert und als Pfarrkirche genutzt. Auf Grund der ungünstigen Lage nutzten nur wenige Kirchgänger die Crichton Kirk. Nach einer Überarbeitung in den 1820er Jahren fanden dort 600 Personen Platz, wohingegen selten mehr als 100 gezählt wurden. 1898 und ein weiteres Mal 1998 wurde die Kirche restauriert. Sie wird heute nicht mehr als Pfarrkirche genutzt.

## Beschreibung
Das gotische Bauwerk liegt isoliert rund 600 m südwestlich des Weilers Crichton nahe dem Westufer des Tyne inmitten des zugehörigen Friedhofs. Ursprünglich besaß das mit Querschiff konzipierte Gebäude einen kreuzförmigen Grundriss, der Chor verfiel jedoch zwischenzeitlich zu einer Ruine und wurde nicht wiederaufgebaut. Er ist heute weitgehend entfernt.
Das Eingangsportal befindet sich an der Westseite, an der sich einst der Chor befand. Der hohe profilierte Spitzbogen wurde mit Mauerwerk verfüllt. Die mit romanischem Bogen gestaltete, zweiflüglige, hölzernen Eingangstür befindet sich mittig unterhalb des Bogens. Der quadratische Glockenturm war einst ein Vierungsturm, der durch den Abriss des Chors nun an der Westseite aufragt. Er ist mit gepaarten horizontalen Schlitzfenstern gestaltet, die steinerne Fensterpfosten voneinander trennen. Unterhalb des wuchtigen Satteldaches läuft eine auskragende Bewehrung um. Die Giebelflächen sind schmucklos, an der Ostseite sitzt jedoch ein kleiner Dachreiter mit Geläut auf.
Ebenso wie die gegenüberliegende Ostseite sind die Abschlüsse des Querschiffs ebenfalls mit flächigen Maßwerken gestaltet. Die Bleiglasfenster zeigen verschiedene Szenen aus dem Leben Christi. Sie stammen aus den Jahren zwischen 1899 und 1908. Alle Dächer sind mit Schiefer eingedeckt.